# Spogostylum nomas
Spogostylum nomas är en tvåvingeart som först beskrevs av Eduard Friedrich Eversmann 1855.  Spogostylum nomas ingår i släktet Spogostylum och familjen svävflugor. Inga underarter finns listade i Catalogue of Life.